# سی‌سی‌جی‌اس کلسو
سی‌سی‌جی‌اس کلسو (به انگلیسی: CCGS Kelso) یک کشتی است که طول آن ۱۸ متر (۵۹ فوت ۱ اینچ) می‌باشد. این کشتی در سال ۲۰۰۹ ساخته شد.